# Bambois
Bambois is een plaats in de Belgische gemeente Fosses-la-Ville. Bambois ligt in de provincie Namen.
Het plaatsje is vooral bekend vanwege het Meer van Bambois. Langs de spoorlijn tussen Tamines en Jemelle had Bambois een spoorweghalte.